# Wilhelm Rusterberg
Wilhelm Rusterberg (geboren 16. August 1926; gestorben 15. August 2002) war ein deutscher Kommunalpolitiker und führend im Feuerwehrwesen der niedersächsischen Landeshauptstadt Hannover tätig.

## Leben
Bereits 1942 trat Rusterberg der Freiwilligen Feuerwehr Wülferode bei.
1955 bis 1974 war Rusterberg Brandmeister in der damals selbständigen Gemeinde Wülferode, daneben war er parallel von 1962 bis 1974 auch Unterkreisbrandmeister im „Unterkreis II Hannover-Land“. Von 1977 bis 1988 war Rusterberg in Hannover Stadtbrandmeister und wurde 1988 zum „Ehrenbrandmeister“ ernannt.
Unterdessen war Rusterberg von 1968 bis 1974 1. stellvertretender Bürgermeister der Gemeinde Wülferode. Nach dem Zusammenschluss von Wülferode und Bemerode wurde Rusterberg 1976 (bis zur Eingemeindung der Ortschaft in die Stadt Hannover) Mitglied des Ortsrats Bemerode-Wülferode. Nach 1981 war Rusterberg für rund zehn Jahre Mitglied im Rat des hannoverschen Stadtbezirkes Kirchrode-Bemerode-Wülferode.

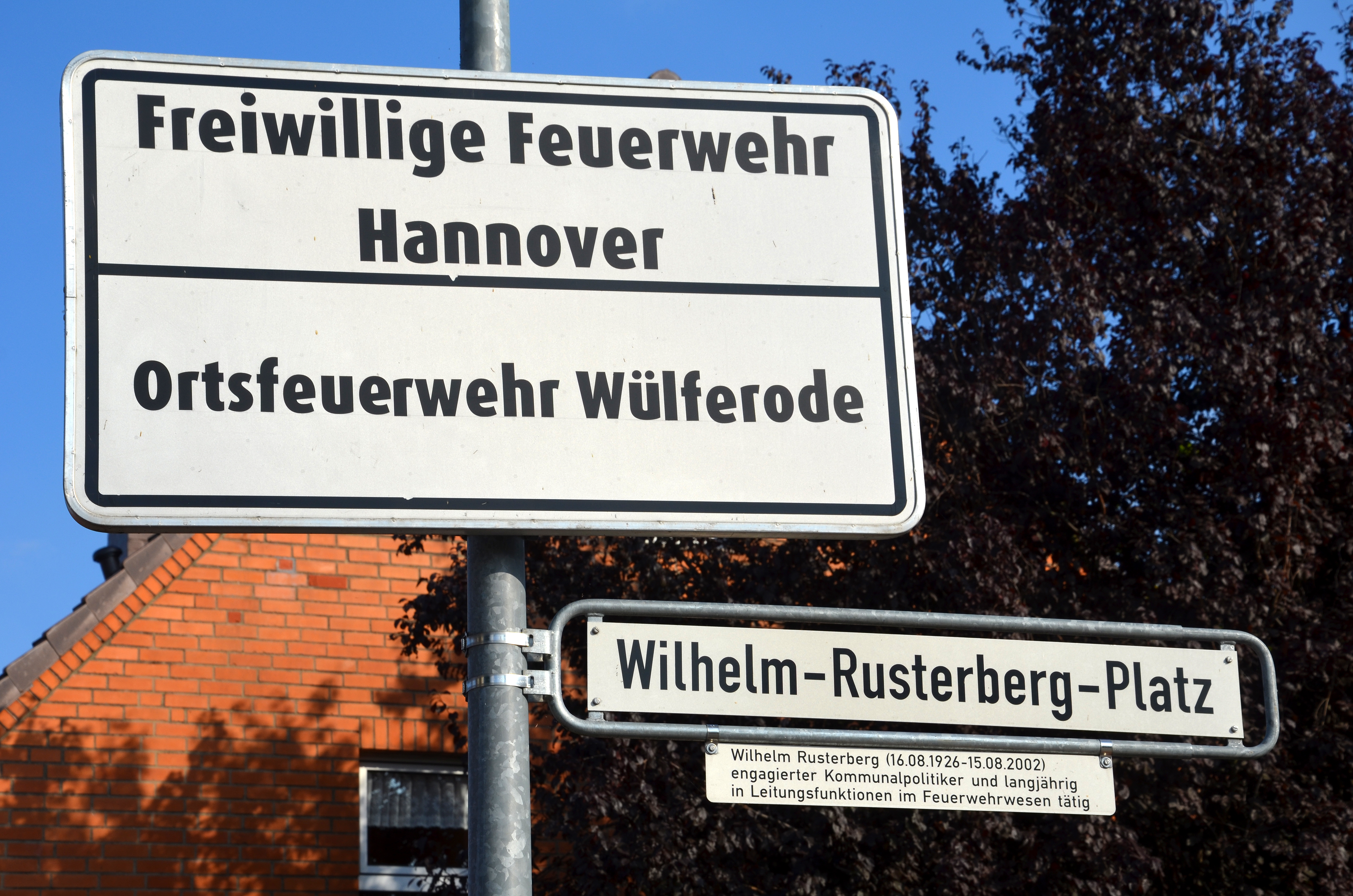
Straßenschild Wilhelm-Rusterberg-Platz mit Legende unter dem Schild Freiwillige Feuerwehr Hannover, Ortsfeuerwehr Wülferode

## Platzbenennung
Im Jahr 2009 scheiterte eine Straßenumbenennung in Wilhelm-Rusterberg-Weg in Wülferode an Genderproporz und Einsprüchen von Anwohnern. Stattdessen ehrte der damalige Oberbürgermeister Stephan Weil im Oktober 2010 Wilhelm Rusterberg mit einer Umbenennung des Platzes vor dem Feuerwehrhaus in Wülferode in Wilhelm-Rusterberg-Platz.

## Auszeichnungen
- 1988: Ehrenbrandmeister der Stadt Hannover[2]
- Verleihung des „Deutschen Feuerwehrehrenkreuzes 1. Stufe“[2]
- Verdienstkreuz am Bande der Bundesrepublik Deutschland[2]